# Mychonia lutea
Mychonia lutea är en fjärilsart som beskrevs av W. Warren 1907. Mychonia lutea ingår i släktet Mychonia och familjen mätare. Inga underarter finns listade i Catalogue of Life.